# Brunbröstad vipa
Brunbröstad vipa (Vanellus superciliosus) är en afrikansk fågel i familjen pipare inom ordningen vadarfåglar.

## Utseende och läte
Brunbröstad vipa är en liten (23 cm) vipa med vacker fjäderdräkt: rostbrun panna, svart hjässa och en gul hudflik från tygeln. Den är grå från sidan av ansiktet till bröstet med en bred kastanjebrun kant nertill. Lätet beskrivs som en gnisslig serie, "kreek-kreek-kreek-kreek", rätt likt ljus sorgvipa.

## Utbredning och systematik
Brunbröstad vipa är en flyttfågel som häckar från Ghana till Kamerun och Demokratiska republiken Kongo. Den övervintrar i östra Afrika. Den behandlas som monotypisk, det vill säga att den inte delas in i några underarter.

## Levnadssätt
Brunbröstad vipa hittas på öppen savann med inslag av gräs eller barmark, ibland buskar eller öppen skog. Den lever av insekter som myror som den plockar i lös jord och har noterats vara aktiv på natten. Fågeln häckar mellan januari och mars i Nigeria och Kamerun, troligen december–juni i Demokratiska republiken Kongo. Arten har ett monogamt häckningsbeteende.

## Status och hot
Artens populationstrend är okänd, men utbredningsområdet är relativt stort. Internationella naturvårdsunionen IUCN anser inte att den är hotad och placerar den därför i kategorin livskraftig. Världspopulationen uppskattas till mellan 1.000 och 25.000 individer.